# EM Strasbourg Business School
L’EM Strasbourg Business School est une école de commerce française née de la fusion en octobre 2007 entre l’IECS (Institut d’enseignement commercial supérieur) créé en 1919 et l’Institut d'administration des entreprises (IAE) de Strasbourg. Elle fait partie du Réseau des IAE et de la Conférence des grandes écoles. L’EM a la particularité d'être la seule école de commerce française à être totalement intégrée à une université, à savoir l’université de Strasbourg.

## Histoire
En 1919, à l’initiative de la chambre de commerce et d'industrie de Strasbourg et du Bas-Rhin, l'IECS (Institut d’enseignement commercial supérieur) est créé. Le jeune Maurice Fréchet, tout juste démobilisé, y enseigne les statistiques aux côtés de Maurice Halbwachs.
En 1956, en accord avec la CCI, l'IECS se rattache à l’université de Strasbourg et de fait au ministère de l'Éducation nationale.En 1987, l'IECS intègre la Banque commune d'épreuve (BCE) pour son concours d'entrée post classes préparatoires et instaure l'année obligatoire à l'étranger pour son programme « Grande École ».
En 1999, l’IECS s'installe, aux côtés de l'IAE de Strasbourg et de la faculté des sciences économiques et de gestion de Strasbourg, dans de nouveaux locaux : le PEGE (Pôle européen de Gestion et d'Économie). 
Le 12 octobre 2007, l’IECS et l’IAE de Strasbourg fusionnent pour former l’École de management Strasbourg. Elle est intégrée à l’université de Strasbourg en 2009.
Construit sur des anciennes subsistances militaires et situé en bordure du campus central de Strasbourg, le PEGE s'étend sur 26 000 m2 répartis sur quatre niveaux. La nouvelle architecture impose un style moderne avec des façades de brique rouge ornées de verre et d'acier. En 2016, l'école entreprend un projet d'extension de ses locaux avec un investissement de 21 millions d'euros.
La même année, l'école met fin aux fonctions de sa directrice générale, Isabelle Barth, dans des conditions jugées polémiques.

## Recherche académique
Les enseignants-chercheurs sont accueillis au sein de deux laboratoires de recherche rattachés à l'EM Strasbourg : HuManiS (EA 7308) centré sur le management et l'entreprenariat, et le LaRGE (EA 2364) (laboratoire commun avec la Faculté des sciences économiques et de gestion de Strasbourg et l'institut d'études politiques de Strasbourg) centré sur la finance.

## Formations
L'EM Strasbourg propose 5 programmes préparant globalement aux métiers de la finance, de la gestion et de l'entreprenariat :
- Bachelor Affaires internationales (bac+3) accessible après le bac qui confère le grade de licence.
- Programme Grande École (bac+5) qui aboutit à un diplôme de master.
- Masters universitaires (bac+5)
- Executive Education (formation)
- Programme doctoral (bac+8)[9].

## Classements
- En 2016 elle est à la 76e place mondiale du classement du Financial Times pour ses masters en management[10].
- En 2018, Le Point classe l'EM Strasbourg 14e meilleure école de commerce de France[11], Le Parisien 16e[12] et Challenges 15e[13].

## Diplômés célèbres
- Jean-Marc Zulesi, homme politique français.
- Patrick Hetzel, homme politique français.